# Amerikanische Universität Kiew
Die Amerikanische Universität Kiew (AUK) ist eine nicht-konfessionelle Universität in Kiew, die als private Hochschule von der Arizona State University gefördert wird und ihren Studenten einen dualen Abschluss sowie Aufbaustudiengänge in den USA ermöglicht.

## Campus
Die AUK residiert in dem 1961 als Hafenterminal für die Dnepr-Schifffahrt errichteten und inzwischen denkmalgeschützten Bau am Postplatz im Zentrum von Kiew, der jüngst für die universitäre Nutzung modernisiert wurde.

## Institute
Neben der Bachelorausbildung können Masterstudiengänge in den Fakultäten Business Management und Engineering Technology mit Abschlüssen in den Fachrichtungen Global Management und Software Engineering absolviert werden.

## Kooperation
Die AUK ist der Cintana Alliance angeschlossen, einem globalen Netzwerk von Hochschulen, das insbesondere Austauschprogramme initiiert. Als Sponsor ist auch der Energiekonzern DTEK aufgetreten, dessen Academy den Bereich Lebenslanges Lernen der AUK unterstützen soll.